# واراجي

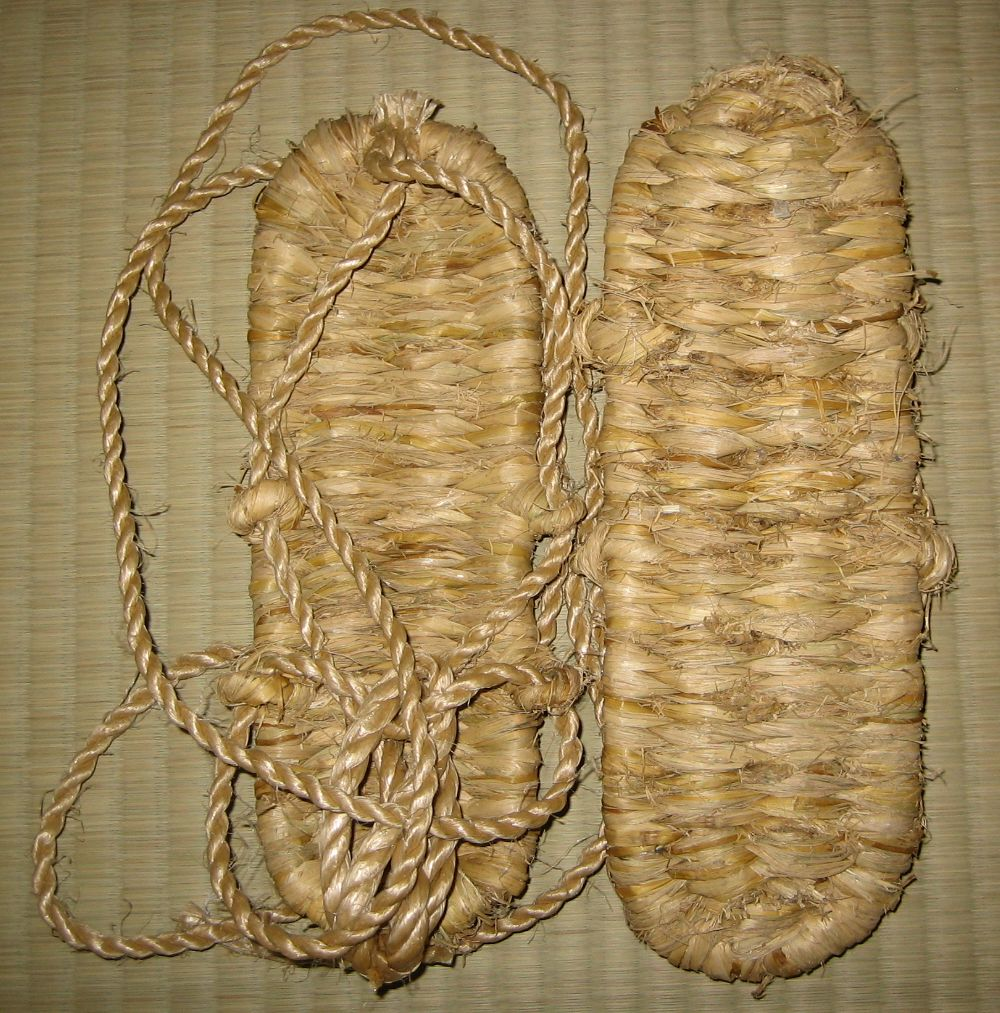
واراجي.

واراجي (باليابانية: 草鞋) هو نوع من الصنادل المصنوعة من حبال القش، كانت في الماضي أحذيةً لعامة الشعب في اليابان، أما حالياً فيرتديها الرهبان البوذيون.

## معرض الصور

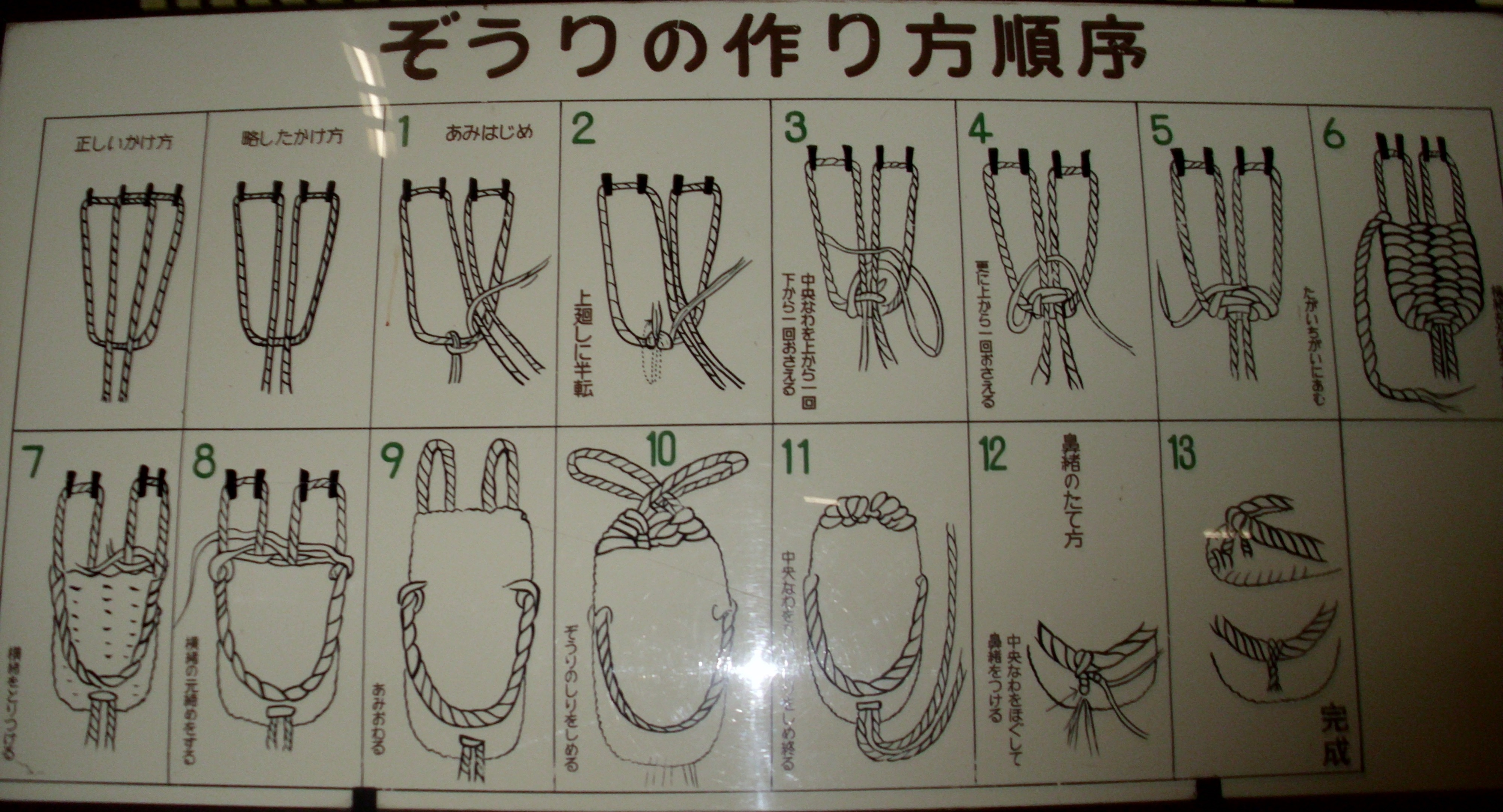
تعليمات لبس الواراجي.
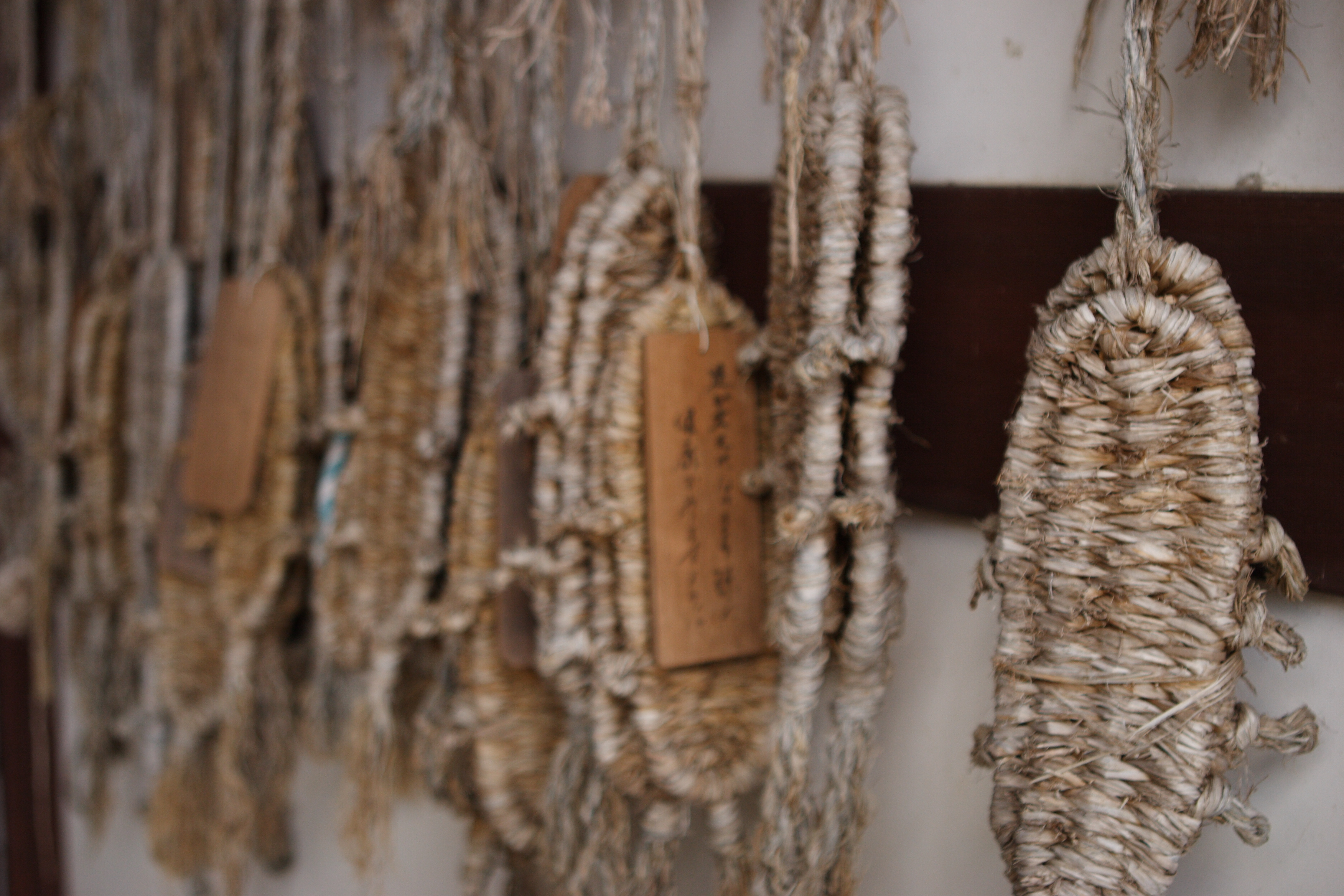
واراجي معلقة.
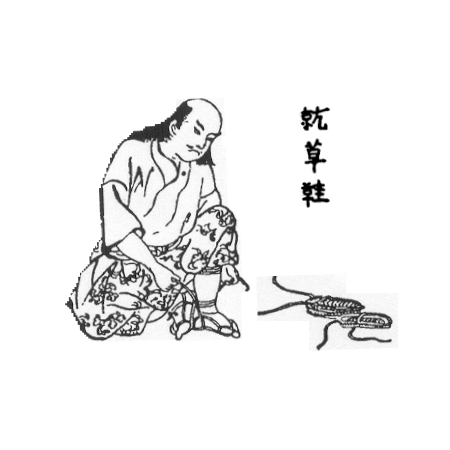
ساموراي يلبس الواراجي.
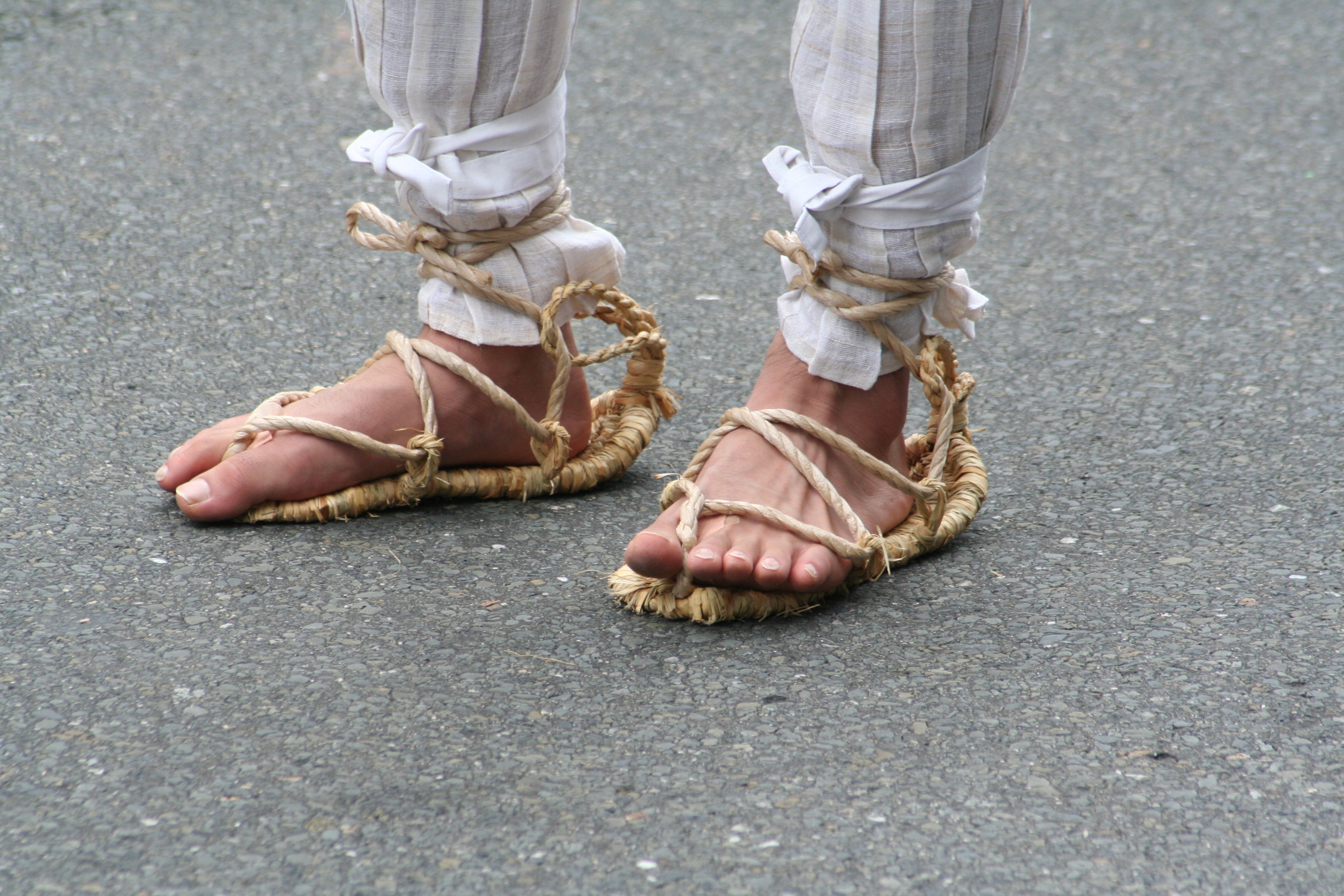
واراجي في مهرجان غيون بكيوتو.